# Мисселинг
Миссе́линг (от англ. misselling — «неправильная продажа») — недобросовестная практика продаж, при которой информация о товаре (услуге) преднамеренно искажается, вследствие чего покупатель вводится в заблуждение относительно необходимости его приобретения. Мисселинг может включать намеренное утаивание информации о ключевых особенностях продукта, а также о сопутствующих рисках, в связи с чем клиенту продаётся не тот товар (услуга), за которым он обратился, а нечто иное. Таким образом, покупатель приобретает неподходящий продукт, хотя качество его может быть и неплохим. Практика мисселинга считается неэтичной и небрежной, она может привести к судебному иску, штрафу или профессиональному осуждению продавца.
Одним из распространённых типов является инвестиционный мисселинг со стороны банков. Также распространён мисселинг со стороны страховых компаний, брокерских фирм и иных финансовых организаций.
Согласно позиции Банка России, мисселинг это продажа одного финансового продукта под видом другого.

## Мисселинг в банковской сфере
По статистике Центробанка РФ, в 2019 году 57,4 % от общего числа жалоб составляли жалобы в отношении банков. Кредитная организация может выступать в роли агента страховых компаний и брокерских фирм, и в таком случае при продаже услуги она получает комиссионные.
Мисселинг в банковской сфере чаще всего связан с открытием вкладов. Зачастую при оформлении банковского вклада под видом «вклада с повышенной доходностью» клиенту подаются, к примеру, полисы инвестиционного страхования жизни, паи ПИФа, инвестиции в ценные бумаги, договоры негосударственного пенсионного обеспечения. При этом менеджер не разъясняет клиенту особенности и риски такого продукта. Зачастую клиент не вчитывается в договор и подписывает его, веря менеджеру на слово. В таком случае доказать злой умысел организации бывает очень сложно. Подмену клиенты обычно обнаруживают, когда хотят снять сбережения со счёта досрочно. Другим примером является мисселинг при оформлении банковской карты, когда клиенту «забывают» сказать, что период её бесплатного обслуживания ограничен.

### Причины
Распространение практики мисселинга объясняет так называемый «треугольник Номура», в вершинах которого лежат три утверждения: 1) «потому что все так делают», 2) «потому что за это не наказывают», 3) «потому что в краткосрочной перспективе можно повысить прибыль».
Развитию мисселинга в России поспособствовало снижение уровня инфляции в 2010-х годах, что повлекло снижение ставок по депозитам. Психологически население оказалось не готово к доходности по вкладам на уровне 4 % годовых, ведь совсем недавно доходность составляла 10-15-20 %. В действительности проценты по вкладам обычно чуть выше уровня инфляции, но не в 2-3 раза; в противном случае это уже сверхдоходность, которой не может быть, если деньги не вкладываются в реальный сектор.
Другими важными причинами распространения мисселинга являются низкая финансовая грамотность населения и отсутствие должных законодательных механизмов противодействия мисселингу.

## Мисселинг в страховании
В 2017 году в России существенно вырос рынок инвестиционных страховых продуктов, в частности инвестиционного страхования жизни (ИСЖ). Увеличение продаж таких продуктов привело к росту количества жалоб Центробанку, связанных с мисселингом, так как ИСЖ продаётся преимущественно через банки. Активно развивалась практика продаж банками страховок, так в 2017 году рост агентских вознаграждений, получаемых банками от страховщиков, составил 15,4 %, а общий их объём составил 53,7 миллиардов рублей. Страховые компании вернули банкам примерно половину собранных ими страховых премий. Таким образом, продажа страховых продуктов стала существенной частью дохода банков, что поспособствовало массовому распространению недобросовестных продаж. Практика мисселинга банками страховых продуктов приводит к снижению доверия населения к финансовым услугам в целом, включая те, что оказывются честными организациями.
Обращаясь в банк за потребительским кредитом, клиент часто не подозревает, что предлагаемые услуги страхования являются добровольными. По неофициальной информации, предоставляемой менеджерами банков, существуют ежемесячные планы по продаже добровольных страховок, невыполнение которых может обернуться как минимум выговором в отношении сотрудников. Банки стали часто предлагать клиентам присоединиться к коллективной схеме страхования: заёмщик «присоединяется» к договору страхования, заключённому между банком и страховой компанией, а отказаться от него в течение «периода охлаждения» он уже не может, в отличие от персональной страховки.

### Меры противодействия
Банк России формально проводит борьбу с мисселингом в страховании. Вместе с тем, каких-то действительно эффективных шагов (например значительное увеличение штрафов или приравнивание мисселинга к одной из форм мошенничества) государственными органами не предпринимается.
Среди мер и инструментов, которые применяются на сегодняшний день, можно назвать:
- Период охлаждения;
- Ключевые информационные документы;
- Велком-обзовны.